# 比利亚埃尔莫萨德尔里奥
比利亚埃尔莫萨德尔里奥，是西班牙瓦伦西亚自治区卡斯特利翁省的一个市镇。总面积109平方公里，总人口442人（2001年），人口密度4人/平方公里。